# Gliese 176
Gliese 176 ( HD 285968 ) è una nana rossa stella nella costellazione del Toro, si trova a circa 31 anni luce di distanza. Ha una massa del 50% di quella del Sole, il 53% del suo raggio e una magnitudine apparente di +9,95.
La stella è moderatamente attiva, e presenta macchie solari e fenomeni di eruzioni. La proporzione di elementi con numero atomico superiore a elio (metallicità) è del 79% di quella del Sole.

## Sistema planetario
Nel 2007 è stata annunciata la scoperta di un pianeta orbitante attorno alla stella, chiamato HD 285968b o Gliese 176 b. La massa del pianeta, inizialmente stimata a oltre 24 volte quella della Terra, è stata ridimensionata in studi successivi in 8,4 volte quella del nostro pianeta, situando il pianeta tra la categoria delle super Terre. La distanza media del pianeta dalla stella madre è 0,066 UA e il periodo orbitale equivale a 8,78 giorni.

## Prospetto
Segue un prospetto con i principali dati del pianeta orbitante.
| Pianeta            | Massa    | Periodo orb. | Sem. maggiore | Eccentricità | Scoperta |
| ------------------ | -------- | ------------ | ------------- | ------------ | -------- |
| b                  | > 8,4 M⊕ | 8,78 giorni  | 0,066 UA      | 0            | 2007     |
| c (non confermato) | > 14 M⊕  | 40 giorni    | 0,18 UA       | 0            | ?        |